# Zmiana
Zmiana (česky Změna) je polská mimoparlamentní politická strana, vyjadřující znepokojení nad politickým uspořádáním v Polsku a touhu po jeho změně, opírající se pak především o ideologii antiamerikanismu a přiklonění se více k východu, tj. k Ruské federaci a zrušení uvalených hospodářských sankcí na ni. V roce 2016 byl stranickým předsedou Mateusz Piskorski, který byl v témže roce v Polsku tamější policií zadržen a obviněn ze špionáže.